# Liste der Biografien/Fee
Liste der Biografien |
Portal Biografien |
Personensuche
# |
A |
B |
C |
D |
E |
F |
G |
H |
I |
J |
K |
L |
M |
N |
O |
P |
Q |
R |
S |
T |
U |
V |
W |
X |
Y |
Z |
?
 
Fa |
Fe |
Ff |
Fh |
Fi |
Fj |
Fk |
Fl |
Fm |
Fn |
Fo |
Fr |
Ft |
Fu |
Fy
 
Fea |
Feb |
Fec |
Fed |
Fee |
Fef |
Feg |
Feh |
Fei |
Fej |
Fek |
Fel |
Fem |
Fen |
Feo |
Fer |
Fes |
Fet |
Feu |
Fev |
Few |
Fey |
Fez
Die Liste der Biografien führt alle Personen auf, die in der deutschsprachigen Wikipedia einen Artikel haben. Dieses ist eine Teilliste mit 64 Einträgen von Personen, deren Namen mit den Buchstaben „Fee“ beginnt.

## Fee
- Fee (* 1990), deutsche Singer-Songwriterin
- Fee, Elizabeth (1946–2018), irische Wissenschafts- und Medizinhistorikerin
- Fee, Fra (* 1987), irischer Schauspieler und Sänger
- Fee, John (* 1951), US-amerikanischer Rennrodler
- Fee, Mary (* 1954), schottische Politikerin
- Fee, Ruby O. (* 1996), deutsche SchauspielerinRuby O. Fee (* 1996)

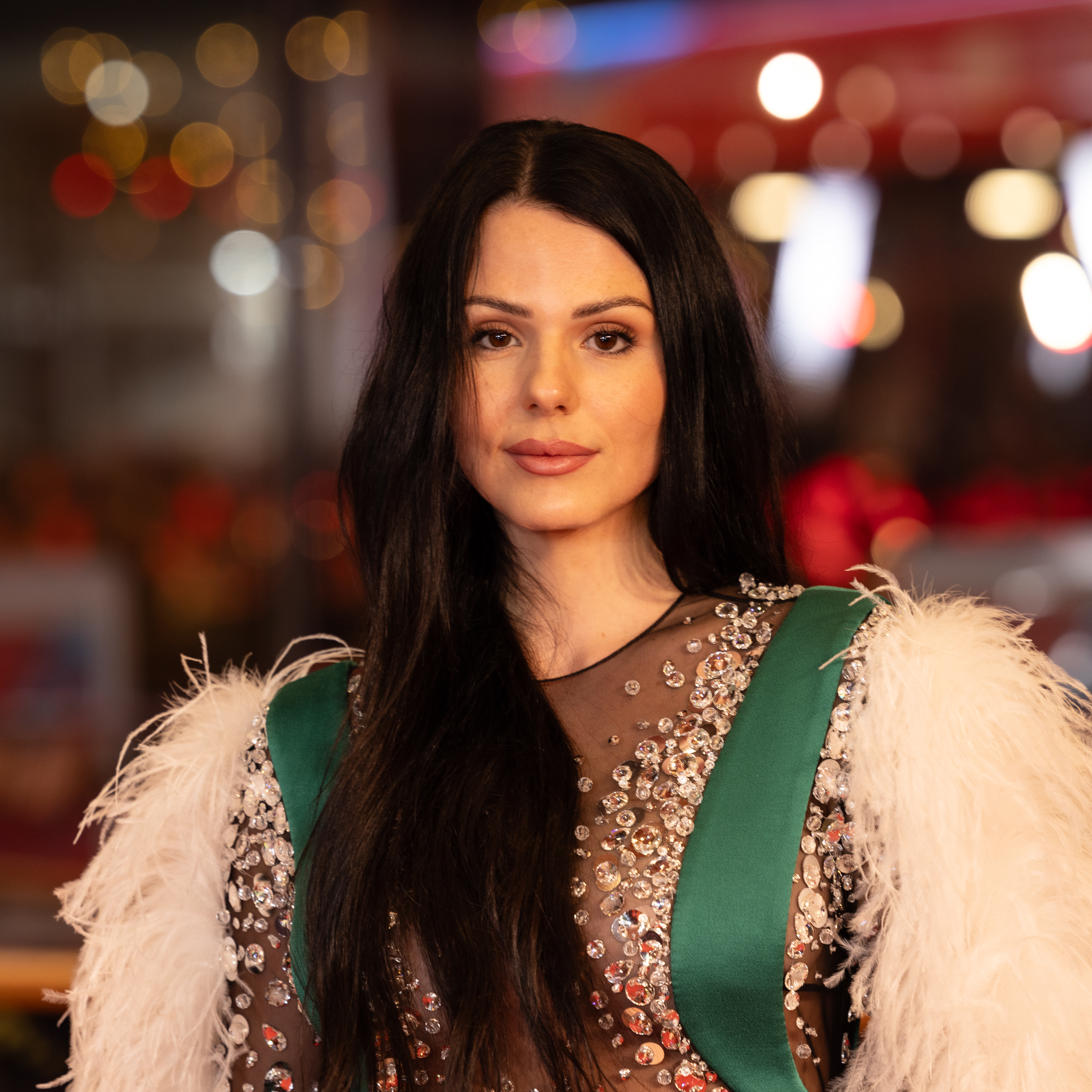
Ruby O. Fee (* 1996)

### Feed
- Feed Me (* 1984), britischer Musikproduzent und DJ
- Feeder, Adolf Hermann Robert (1830–1878), deutscher Beamter, Oberdeichinspektor und Deichhauptmann des Oderbruchs (1870–1876)
- Feederle, Friedrich (1825–1869), deutscher Architekt und Baubeamter
- Feederle, Karl (1832–1881), deutscher Maler und Lithograph

### Feeg
- Feegel, Kahlil (* 1983), deutscher Musiker, (Filmmusik-)Komponist und Musikproduzent

### Feeh
- Feehan, Christine, US-amerikanische Autorin von Liebesromanen
- Feehan, Daniel Francis (1855–1934), US-amerikanischer Geistlicher, römisch-katholischer Bischof von Fall River
- Feehan, Patrick Augustine (1829–1902), irischer Geistlicher und Erzbischof von Chicago
- Feehily, Mark (* 1980), irischer Popsänger und Mitglied der Boygroup Westlife

### Feek
- Feek, Joey (1975–2016), US-amerikanische Country-Sängerin
- Feek, Rory (* 1965), US-amerikanischer Country-Sänger
- Feekes, Willem (1907–1979), niederländischer Agrarwissenschaftler

### Feel
- Feely, Jay (* 1976), US-amerikanischer American-Football-Spieler
- Feely, John J. (1875–1905), US-amerikanischer Politiker

### Feen
- Feen, Clemens van der (* 1980), niederländischer Jazzmusiker (Bass)
- Feenberg, Eugene (1906–1977), US-amerikanischer Physiker
- Feeney, Adam (* 1985), australischer Tennisspieler
- Feeney, Alexandra (* 1989), australische Bogenschützin
- Feeney, Brendon (* 1984), US-amerikanischer Balletttänzer
- Feeney, Brian, kanadischer Flugzeugkonstrukteur
- Feeney, Carol (* 1964), US-amerikanische Ruderin
- Feeney, Chuck (1931–2023), US-amerikanischer Unternehmer und Philanthrop
- Feeney, Dan (* 1994), US-amerikanischer American-Football-Spieler
- Feeney, Daniel Joseph (1894–1969), US-amerikanischer Geistlicher, römisch-katholischer Bischof von Portland
- Feeney, Denis (* 1955), neuseeländischer klassischer Philologe
- Feeney, Geraldine (* 1957), irische Politikerin
- Feeney, Leonard (1897–1978), US-amerikanischer katholischer Priester und Jesuit
- Feeney, Mark (* 1957), US-amerikanischer Filmkritiker und Journalist
- Feeney, Mary Anne, amerikanische Journalistin und Event-Organisatorin
- Feeney, Patrick (* 1991), US-amerikanischer Sprinter
- Feeney, Ray, US-amerikanischer Unternehmer
- Feeney, Tom (* 1958), US-amerikanischer Politiker
- Feenstra, Randall, US-amerikanischer Physiker
- Feenstra, Randy (* 1969), US-amerikanischer Politiker (Republikanische Partei)
- Feenstra, Robert C. (* 1956), US-amerikanischer Ökonom

### Feer
- Feer von Buttisholz, Leopold IX (1542–1609), Schweizer Ratsherr, Richter, Landvogt und Tagsatzungsgesandter
- Feer, Anneke van der (1902–1956), niederländische Malerin und Lithografin
- Feer, Eduard (1894–1983), Schweizer Diplomat
- Feer, Emil (1864–1955), Schweizer Pädiater und Hochschullehrer
- Feer, Hans (1418–1484), Schweizer Schultheiss, Kleinrat, Vogt und Tagsatzungsgesandter
- Feer, Jakob (1472–1541), Schweizer Kleinrat, Landvogt, Schultheiss und Tagsatzungsgesandter
- Feer-Herzog, Carl (1820–1880), Schweizer Politiker, Unternehmer und Eisenbahnpionier
- Feerick, Bob (1920–1976), US-amerikanischer Basketballspieler

### Fees
- Fees, Irmgard (* 1952), deutsche Historikerin
- Fees, Karl (1901–1992), deutscher Politiker (SPD, dann NSDAP)
- Feesche, Marie (1871–1950), deutsche Schriftstellerin
- Feeser, Friedrichfranz (1875–1938), deutscher Generalmajor, Militärautor
- Feess, Eberhard (* 1959), deutscher Wirtschaftswissenschaftler
- Feeß, Walter (* 1954), schwäbischer Unternehmer
- Feest, Christian (* 1945), österreichischer Ethnologe, Professor für Völkerkunde Nordamerikas
- Feest, David (* 1969), deutscher Osteuropahistoriker
- Feest, Gregory A. (* 1956), US-amerikanischer Offizier, Generalmajor der US Air Force
- Feest, Johannes (* 1939), deutscher Kriminalwissenschaftler und Rechtssoziologe
- Feest, Patric (* 1956), deutscher Verleger und Drehbuchautor

### Feet
- Feet, Two (* 1993), amerikanischer Sänger, Songwriter und Produzent
- Feetham, Richard (1874–1965), britischer Richter und Politiker
- Feetz, Dorothea Sophia, reformierte, deutsche Schriftstellerin und Librettistin
- Feetz, Hilmar (* 1940), deutscher Fußballspieler